# クーリエ・アンテルナショナル
『クーリエ・アンテルナショナル」（Courrier International）は、パリを拠点とするフランス語の週刊新聞で、900以上の世界各国の新聞の記事を抜粋し、翻訳して発行している。ポルトガル語版と日本語版もある。日本語版についてはクーリエ・ジャポンを参照。

## 歴史と概要
クーリエ・アンテルナショナルは1987年秋にパリの5人の人物、ジャン＝ミシェル・ボワシエ(Jean-Michel Boissier)、エルヴェ・ラヴェルニュ(Hervé Lavergne)、モーリス・ロネ(Maurice Ronai)、ジャック・ロスラン(Jacques Rosselin)、ジュアン・カルドロン(Juan Calderon)によって考案され、ピエール・ベルジェとギィ・ド・ヴーテール(Guy de Wouters)（ソシエテ・ジェネラル・ド・ベルジック）の資金調達により、ベルリンの壁崩壊の1年後の1990年11月8日に初めて発行された。この新聞は、メディアグループのル・モンド・グループによって発行されている。
国際ニュースが重要な時期であったことから売上げは良く、第2号は4万部売れた。1991年1月に始まった湾岸戦争の間に発行された版では、フランスで禁止されているアラブの新聞を翻訳した。ロシアのジャーナリストが執筆した1993年の10月政変に関する記事、アラブの報道の視点から見たアルジェリアの選挙 、ヨーロッパで書かれたマーストリヒト条約をめぐる国民投票、そしてアメリカの新聞が予測したビル・クリントンの選挙という一連の大きな世界的発展は、この新聞のコンセプトの実行可能性を証明した。
創設者の一人であるジャック・ロスランは1994年末まで新聞の発行を管理していた。1994年3月にGénérale Occidentale（レクスプレスとル・ポワンを所有するアルカテルの子会社）によって8300万フランで買収されたが、新聞は1999年まで発行が中断された。その後、クーリエ・アンテルナショナルはレクスプレスと一緒にヴィヴェンディに売却され、その後ル・モンド・グループに売却された。ル・モンドは、クーリエ・アンテルナショナルの創刊以来、買収しようとしていた。発行の管理は、Générale Occidentaleを介して参加したベルナール・ヴーツ(Bernard Wouts)に継承された。ル・モンド宣伝・印刷部門の代表であったヴーツは、1989年にクーリエ・アンテルナショナルの創設者たちと会っていたが、当時はまだ創刊されたばかりの雑誌への参加を拒否されていた。